# ناراست چون آب
ناراست چون آب (سوئدی: Falsk som vatten) یک فیلم درام دلهره‌آور سوئدی به کارگردانی هانس آلفردسون است که در سال ۱۹۸۵ منتشر شد. از بازیگران آن می‌توان به ماری جورانزون، استلان اسکاشگورد، گونیلا اولسون، تاگه دانیلسون، سوئره آنکر اوسدال و اوریان رامبری اشاره کرد.